# Dolichomitus rufescens
Dolichomitus rufescens är en stekelart som först beskrevs av Cresson 1865.  Dolichomitus rufescens ingår i släktet Dolichomitus och familjen brokparasitsteklar. Inga underarter finns listade i Catalogue of Life.